# Torbjorn Brundtland

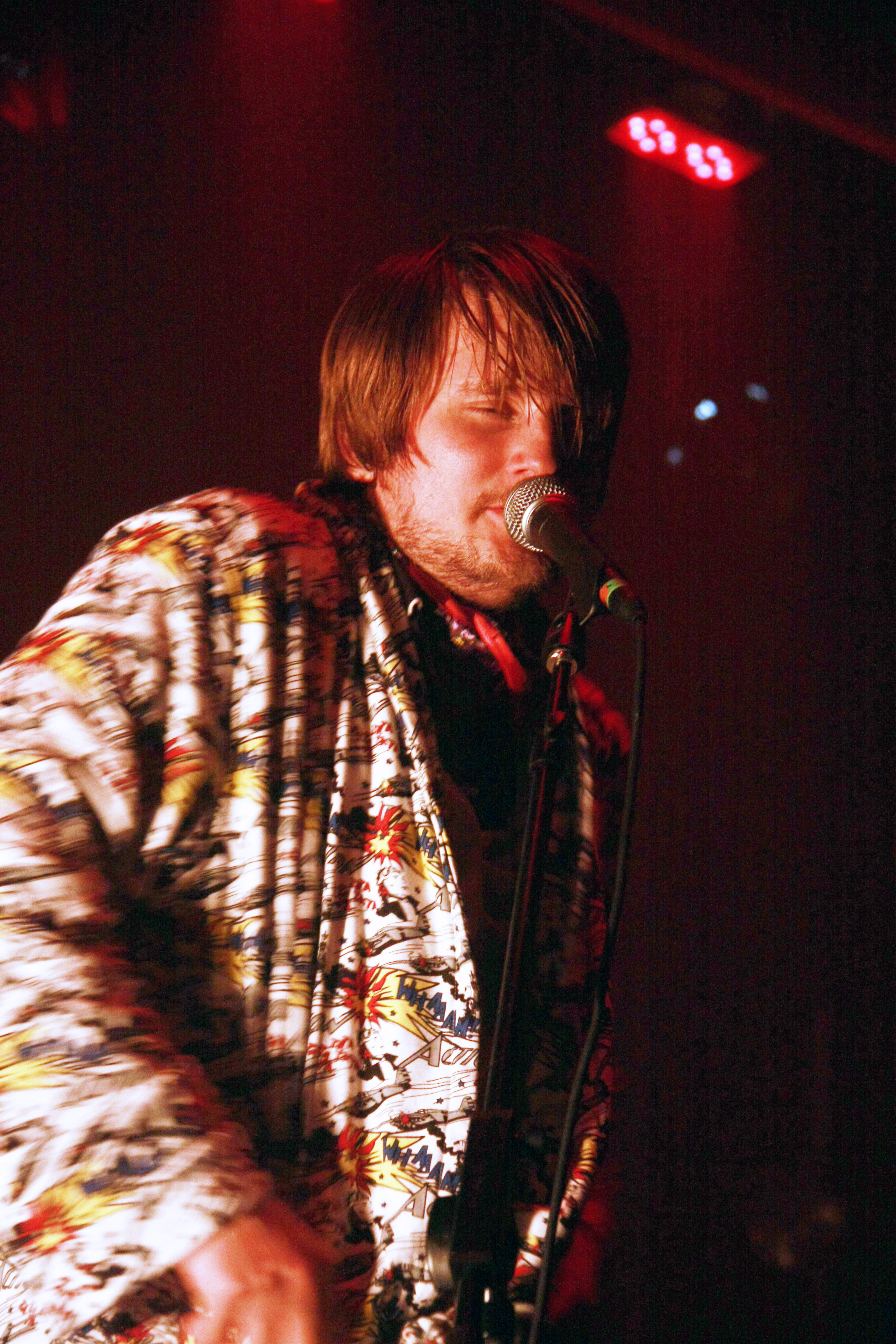
Torbjorn Brundtland

Torbjorn Brundtland (n. 10 mai 1975) este unul din cei doi membri ai grupului muzical Röyksopp. S-a născut în Tromso, Norvegia.